# 9649 Junfukue
A 9649 Junfukue (ideiglenes jelöléssel (9649) 1995 XG) a Naprendszer kisbolygóövében található aszteroida. Kobajasi Takao fedezte fel 1995. december 2-án.